# Gohpur
Gohpur è una suddivisione dell'India, classificata come town committee, di 9.408 abitanti, situata nel distretto di Sonitpur, nello stato federato dell'Assam. In base al numero di abitanti la città rientra nella classe V (da 5.000 a 9.999 persone).

## Geografia fisica
La città è situata a 26° 52' 60 N e 93° 37' 60 E e ha un'altitudine di 68 m s.l.m..

## Società

### Evoluzione demografica
Al censimento del 2001 la popolazione di Gohpur assommava a 9.408 persone, delle quali 4.956 maschi e 4.452 femmine. I bambini di età inferiore o uguale ai sei anni assommavano a 1.201, dei quali 628 maschi e 573 femmine. Infine, coloro che erano in grado di saper almeno leggere e scrivere erano 6.770, dei quali 3.825 maschi e 2.945 femmine.